# سیوزان گاراگاش
سیوزان گاراگاش (ارمنی: Սյուզան Գարագաշ؛  ۲۰ ژوئیهٔ ۱۸۹۷ – ۲۵ ژوئیهٔ ۱۹۴۴) یک بازیگر اهل ارمنستان بود. وی بین سال‌های - تا - میلادی فعالیت می‌کرد.

## زندگی‌نامه
وی با نام اصلی شوشانیک هوهانسی تستسیان ارمنی: Շուշանիկ Հովհաննեսի Ցեցյան در ۱ اوت [سبک قدیمی: ۲۰ ژوئیه] ۱۸۹۷ در تفلیس به دنیا آمد . وی در فرهنگستان دولتی تئاتر سوندوکیان فعالیت می‌کرد. وی همچنین برندهٔ جوایزی همچون هنرمند شایسته ارمنستان شوروی (۱۹۳۵) شده است. وی در ۲۵ ژوئیهٔ ۱۹۴۴ در سن ۴۷ سالگی در ایروان درگذشت.